# Liste der kreisangehörigen Städte mit Sonderstatus in Deutschland
Das Kommunalrecht der Länder in Deutschland unterscheidet zwischen kreisfreien Städten bzw. Stadtkreisen einerseits sowie kreisangehörigen Gemeinden oder Städten andererseits.
In mittlerweile fast allen Flächenländern werden die kreisangehörigen Städte nochmals dahingehend unterschieden, dass größere kreisangehörige Städte Aufgaben des Landkreises in größerem Umfang wahrnehmen. Sie erhalten eine besondere Bezeichnung, die von Land zu Land unterschiedlich ist.
- In Hessen sind seit dem 1. August 1979 (mit Inkrafttreten von § 4a Abs. 2 Satz 2 der HGO) kreisangehörige Städte mit mehr als 50 000 Einwohnern Sonderstatus-Städte, sieben an der Zahl.[1] Sie nehmen angesichts ihrer Finanzkraft und Verwaltungskapazität Aufgaben, die sonst vom Kreis wahrgenommen werden müssten, selbstständig wahr. Dafür entrichten sie nur 56,5 Prozent der normalen Kreisumlage (§ 50 Abs. Satz 2 Hessisches Finanzausgleichsgesetz vom 23. Juli 2015 in Fassung vom 4. September 2020). Der Hauptverwaltungsbeamte führt in diesen Städten die Bezeichnung Oberbürgermeister, sein ständiger Vertreter als Erster Beigeordneter die Bezeichnung Bürgermeister.
- In Brandenburg, Mecklenburg-Vorpommern, Nordrhein-Westfalen, Rheinland-Pfalz, Schleswig-Holstein und Thüringen werden solche Städte als Große kreisangehörige Stadt bezeichnet, wobei sich der Einwohnerschwellenwert von Land zu Land unterscheidet. In Mecklenburg-Vorpommern handelt es sich dabei um die ehemaligen kreisfreien Städte. In Rheinland-Pfalz existieren auch sogenannte Verbandsfreie Gemeinden.
- In Baden-Württemberg, Bayern und Sachsen heißen Städte mit Sonderstatus Große Kreisstadt. In Thüringen heißen ehemals kreisfreie Städte, die nicht zum Kreissitz bestimmt werden, Große Kreisstadt.
- In Niedersachsen werden solche Städte als Große selbständige Stadt bezeichnet.
- Im Saarland werden sie als Mittelstadt bezeichnet.
- In Sachsen-Anhalt gibt es keine Städte mit Sonderstatus; Berlin, Bremen und Hamburg sind Stadtstaaten.

Nachfolgend werden alle (deutschen) Gemeinden mit Sonderstatus, sortiert nach Ländern, aufgeführt.

## Baden-Württemberg
96 Große Kreisstädte („mehr als 20.000 Einwohner und kein Stadtkreis“)
Aalen – Achern – Albstadt – Backnang – Bad Krozingen –  Bad Mergentheim – Bad Rappenau – Bad Waldsee – Balingen – Biberach an der Riß – Bietigheim-Bissingen – Böblingen – Bretten – Bruchsal – Bühl – Calw – Crailsheim – Ditzingen – Donaueschingen – Ehingen (Donau) – Eislingen/Fils – Ellwangen (Jagst) – Emmendingen – Eppingen – Esslingen am Neckar – Ettlingen – Fellbach – Filderstadt – Freudenstadt – Friedrichshafen – Gaggenau – Geislingen an der Steige – Giengen an der Brenz – Göppingen – Heidenheim an der Brenz – Herrenberg – Hockenheim – Horb am Neckar – Kehl – Kirchheim unter Teck – Konstanz – Kornwestheim – Lahr/Schwarzwald – Laupheim – Leimen – Leinfelden-Echterdingen – Leonberg – Leutkirch im Allgäu – Lörrach – Ludwigsburg – Metzingen – Mosbach – Mössingen – Mühlacker – Nagold – Neckarsulm – Nürtingen – Oberkirch – Offenburg – Öhringen – Ostfildern – Radolfzell am Bodensee – Rastatt – Ravensburg – Remseck am Neckar – Reutlingen – Rheinfelden (Baden) – Rheinstetten – Rottenburg am Neckar – Rottweil – Schorndorf – Schramberg – Schwäbisch Gmünd – Schwäbisch Hall – Schwetzingen – Sindelfingen – Singen (Hohentwiel) – Sinsheim – Stutensee – Tübingen – Tuttlingen – Überlingen – Vaihingen an der Enz – Villingen-Schwenningen – Waghäusel – Waiblingen – Waldkirch – Waldshut-Tiengen – Wangen im Allgäu – Weil am Rhein – Weingarten – Weinheim – Weinstadt – Wertheim – Wiesloch – Winnenden

## Bayern
29 Große Kreisstädte
Bad Kissingen – Bad Reichenhall – Dachau – Deggendorf – Dillingen an der Donau – Dinkelsbühl – Donauwörth – Eichstätt – Erding – Forchheim – Freising – Fürstenfeldbruck – Germering – Günzburg – Kitzingen – Kulmbach – Landsberg am Lech – Lindau (Bodensee) – Marktredwitz – Neuburg an der Donau – Neumarkt in der Oberpfalz – Neustadt bei Coburg – Neu-Ulm – Nördlingen – Rothenburg ob der Tauber – Schwandorf – Selb – Traunstein – Weißenburg in Bayern
 13 leistungsfähige kreisangehörige Gemeinden 
Alzenau – Bad Wörishofen – Burghausen – Feuchtwangen – Friedberg – Garmisch-Partenkirchen – Neustadt an der Aisch – Pfaffenhofen an der Ilm – Sulzbach-Rosenberg – Vaterstetten – Waldkraiburg – Waldsassen – Wunsiedel

## Brandenburg
7 Große kreisangehörige Städte („mehr als 35.000 Einwohner“)
Bernau bei Berlin (seit dem 1. Januar 2011) – Eberswalde – Eisenhüttenstadt – Falkensee (seit dem 1. Januar 2011) –
Königs Wusterhausen (seit dem 16. Mai 2019) – Oranienburg (seit dem 1. Januar 2011) – Schwedt/Oder
9 Mittlere kreisangehörige Städte („mehr als 25.000 Einwohner“)
Fürstenwalde/Spree – Guben – Hennigsdorf (seit dem 1. Januar 2006) – Neuruppin – Rathenow – Senftenberg – Spremberg (seit dem 1. Januar 2006) – Strausberg – Wittenberge

## Hessen
7 kreisangehörige Gemeinden mit mehr als 50.000 Einwohnern
Bad Homburg vor der Höhe – Fulda – Gießen – Hanau – Marburg – Rüsselsheim am Main – Wetzlar

## Mecklenburg-Vorpommern
4 große kreisangehörige Städte (ehemalige kreisfreie Städte bis 4. September 2011)
Greifswald – Neubrandenburg – Stralsund – Wismar

## Niedersachsen
7 große selbständige Städte
Celle – Cuxhaven – Goslar – Hameln – Hildesheim – Lingen (Ems) – Lüneburg
64 selbständige Gemeinden
Achim – Alfeld (Leine) – Samtgemeinde Artland – Aurich – Bad Pyrmont – Bad Zwischenahn – Barsinghausen – Samtgemeinde Bersenbrück – Bramsche – Buchholz in der Nordheide – Burgdorf – Buxtehude – Cloppenburg – Duderstadt – Einbeck – Friesoythe – Ganderkesee – Garbsen – Geestland – Georgsmarienhütte – Gifhorn – Hann. Münden – Samtgemeinde Harsefeld – Helmstedt – Holzminden – Isernhagen – Laatzen – Langenhagen – Leer (Ostfriesland) – Lehrte – Melle – Meppen – Neustadt am Rübenberge – Nienburg/Weser – Norden – Nordenham – Nordhorn – Northeim – Osterholz-Scharmbeck – Osterode am Harz – Papenburg – Peine – Rinteln – Ronnenberg – Schortens – Seelze – Seesen – Seevetal – Sehnde – Springe – Stade – Stuhr – Uelzen – Uetze – Varel – Vechta – Verden (Aller) – Wallenhorst – Walsrode – Wedemark – Weyhe – Winsen (Luhe) – Wolfenbüttel – Wunstorf
Ferner haben die Städte Hannover und Göttingen einen jeweils eigenen besonderen Status.

## Nordrhein-Westfalen
35 Große kreisangehörige Städte („mehr als 50.000 Einwohner [auf Antrag]“, „mehr als 60.000 Einwohner [von Amts wegen]“)
Arnsberg – Bergheim – Bergisch Gladbach – Bocholt – Castrop-Rauxel – Detmold – Dinslaken – Dormagen – Dorsten – Düren – Gladbeck – Grevenbroich – Gütersloh – Herford – Herten – Iserlohn – Kerpen – Lippstadt – Lüdenscheid – Lünen – Marl – Minden – Moers – Neuss – Paderborn – Ratingen – Recklinghausen – Rheine – Siegen – Troisdorf – Unna – Velbert – Viersen – Wesel – Witten
132 Mittlere kreisangehörige Städte („mehr als 20.000 Einwohner [auf Antrag]“, „mehr als 25.000 Einwohner [von Amts wegen]“)
Ahaus – Ahlen – Alsdorf – Altena – Attendorn – Bad Honnef – Bad Oeynhausen – Bad Salzuflen – Baesweiler – Beckum – Bedburg – Bergkamen – Borken – Bornheim – Brilon – Brühl – Bünde – Coesfeld – Datteln – Delbrück – Dülmen – Elsdorf (Rheinland) – Emmerich am Rhein – Emsdetten – Ennepetal – Erftstadt – Erkelenz – Erkrath – Eschweiler – Espelkamp – Euskirchen – Frechen – Geilenkirchen – Geldern – Gevelsberg – Goch – Greven – Gronau (Westf.) – Gummersbach – Haan – Haltern am See – Hamminkeln – Harsewinkel – Hattingen – Heiligenhaus – Heinsberg – Hemer – Hennef (Sieg) – Herdecke – Herzogenrath – Hilden – Höxter – Hückelhoven – Hürth – Ibbenbüren – Jüchen – Jülich – Kaarst – Kamen – Kamp-Lintfort – Kempen – Kevelaer – Kleve – Königswinter – Korschenbroich – Kreuztal – Lage – Langenfeld (Rheinland) – Leichlingen (Rheinland) – Lemgo – Lennestadt – Lohmar – Löhne – Lübbecke – Mechernich – Meckenheim – Meerbusch – Menden (Sauerland) – Meschede – Mettmann – Monheim am Rhein – Netphen – Nettetal – Neukirchen-Vluyn – Niederkassel – Oelde – Oer-Erkenschwick – Olpe – Overath – Petershagen – Plettenberg – Porta Westfalica – Pulheim – Radevormwald – Rheda-Wiedenbrück – Rheinbach – Rheinberg – Rietberg – Rösrath – Salzkotten – Sankt Augustin – Schloß Holte-Stukenbrock – Schmallenberg – Schwelm – Schwerte – Selm – Siegburg – Soest – Sprockhövel – Steinfurt – Stolberg (Rheinland) – Sundern (Sauerland) – Tönisvorst – Übach-Palenberg – Verl – Voerde (Niederrhein) – Waltrop – Warendorf – Warstein – Wegberg – Werdohl – Werl – Wermelskirchen – Werne – Wesseling – Wetter (Ruhr) – Wiehl – Willich – Wipperfürth – Wülfrath – Würselen – Xanten
Ferner hat die Stadt Aachen einen besonderen Status.

## Rheinland-Pfalz
8 Große kreisangehörige Städte („mehr als 25.000 Einwohner“)
Andernach – Bad Kreuznach* – Bingen – Idar-Oberstein – Ingelheim am Rhein* – Lahnstein – Mayen – Neuwied*
* gleichzeitig Kreisstadt

## Saarland
2 Mittelstädte („mehr als 30.000 Einwohner, die nicht Kreisstadt sind“, aber z. B. über eine eigene Kfz-Zulassungsstelle verfügen)
St. Ingbert – Völklingen

## Sachsen
53 Große Kreisstädte

## Schleswig-Holstein
2 Große kreisangehörige Städte („mehr als 50.000 Einwohner“)
Elmshorn – Norderstedt

## Thüringen
1 Große Kreisstadt („ehemals kreisfreie Stadt, die nicht zum Kreissitz bestimmt wurde“)
Eisenach
5 Große kreisangehörige Städte („wenn gebotene Verwaltungs- und Finanzkraft aufgewiesen wird“)
Altenburg – Gotha – Ilmenau – Mühlhausen/Thüringen – Nordhausen